# ماتيو ريتيغي
ماتيو ريتيغي (بالإيطالية: Mateo Retegui) هو لاعب كرة قدم إيطالي من أصول أرجنتينية ولد في 29 أبريل من عام 1999 في مدينة سان فرناندو في الأرجنتين، ويلعب كمهاجم مع نادي القادسية السعودي ومع منتخب إيطاليا لكرة القدم.

## وصلات خارجية
ماتيو ريتيغي على موقع الاتحاد الأوربي (الإنجليزية)
- ماتيو ريتيغي على موقع قاعدة بيانات كرة القدم.إي يو (الإنجليزية)
- ماتيو ريتيغي على موقع ليكيب (الفرنسية)
- ماتيو ريتيغي على موقع ناشيونال فوتبول تيمز (الإنجليزية)
- ماتيو ريتيغي على موقع Soccerbase.com (لاعب) (الإنجليزية)
- ماتيو ريتيغي على موقع Soccerway.com (الإنجليزية)
- ماتيو ريتيغي على موقع عالم كرة القدم.نت (الإنجليزية)